# 猫背
猫背（ねこぜ、Kyphosis）は、人間の背中が丸まって内側へ反り、頭部が前方に出た姿勢になる現象。
脊椎後彎症のうち脊柱の胸椎がなだらかである円背を指す。
医学的には上位交差症候群という。猫の背中のように丸くなることから猫背という。

## 猫背の種類
首猫背
頭部が前方に突出して全体的に湾曲している姿勢。ストレートネックは首猫背にあたる。
背中猫背
肩甲骨周辺が前方に出て湾曲している姿勢。
腰猫背
腰が湾曲している姿勢。
反り腰猫背（腹猫背）
腰が前に反っている影響で腹部が突き出ている姿勢。

## 猫背の弊害
肩こり
前方に出た頭部の重みを支えるため肩の負担が大きくなり、筋肉が硬化して肩こりの原因になる。
腰痛
骨盤の歪みにより腰椎の負担が大きくなり、筋肉が硬化して腰痛の原因になる。
頭痛（緊張性頭痛）
首の筋肉のコリが蓄積して後頭部やこめかみに痛みを発生させる。
背部痛
背中の負担が大きくなり、筋肉が硬化して起床時の背部痛などの原因になる。
誤嚥
顎が上がり 顔や首が前に出ることで、水分や食べたものが食道をスムーズに通らなくなり 嚥下困難・誤嚥性肺炎のリスクが高まる。
自律神経への影響
脳脊髄液の流れが滞ったり、呼吸が浅くなるため自律神経のバランスが悪くなるといわれている。
内臓への影響
自律神経の働きの低下により血流の循環が悪くなり内臓の働きに悪影響を及ぼすといわれている。
その他、姿勢はその人を見る他者への印象にも大きな影響を与える。猫背の姿勢は、その人を見るものには落胆や自信のなさといった好ましくない印象を与えることがあり、この点も弊害といえる。

## 改善の方法
猫背の改善にはストレッチやインナーマッスル（体幹深層筋）のトレーニングなどの方法があり、ストレッチには椅子を使った方法などがある。また、頬杖や足を組む姿勢を見直すことでも改善される。